# Giro delle Fiandre 1990
Il Giro delle Fiandre 1990, settantaquattresima edizione della corsa e valida come secondo evento della Coppa del mondo di ciclismo su strada 1990, fu disputato il 1º aprile 1990, per un percorso totale di 265 km. Fu vinto dall'italiano Moreno Argentin, al traguardo con il tempo di 6h47'25" alla media di 39,026 km/h.
Partenza a Sint-Niklaas con 194 ciclisti di cui 112 portarono a termine il percorso. Con questa vittoria Argentin conquistò anche la leadership nella classifica di Coppa del mondo, a discapito del precedente leader, Gianni Bugno, che giunse al traguardo dodicesimo.

## Ordine d'arrivo (Top 10)
| Pos. | Corridore           | Squadra            | Tempo    |
| ---- | ------------------- | ------------------ | -------- |
| 1    | Moreno Argentin     | Ariostea           | 6h47'25" |
| 2    | Rudy Dhaenens       | PDM-Concorde       | s.t.     |
| 3    | John Talen          | Panasonic          | a 11"    |
| 4    | Carlo Bomans        | Weinmann-SMM Uster | s.t.     |
| 5    | Maurizio Fondriest  | Del Tongo-Rex      | a 14"    |
| 6    | Jan Schur           | Chateau d'Ax       | a 23"    |
| 7    | Niki Rüttimann      | Helvetia           | s.t.     |
| 8    | Claude Criquielion  | Lotto-Superclub    | a 37"    |
| 9    | Jean-Claude Colotti | R.M.O.             | s.t.     |
| 10   | Franco Ballerini    | Del Tongo-Rex      | s.t.     |